# Rafael del Castillo Matamoros
Rafael Del Castillo Matamoros es un poeta, editor y ensayista crítico de Colombia, nacido en Tunja en 1962. Es fundador y director de la revista de poesía Ulrika y del Festival Internacional de Poesía de Bogotá. Además, coordinó talleres de la Casa de Poesía Silva y algunas universidades. Su poesía se reconoce por el tono conversacional, urbano, de corte existencial en un lenguaje abierto, próximo a la intimidad.

## Obras
- Canción desnuda (1985)
- El ojo del silencio (1985)
- Entre la oscuridad y la palabra (1991)
- Presencia viva de la poesía (Antologías del festival de Bogotá, 1993, 1995,1996,2002,2003)
- Rostros de la palabra (Antología de poesía colombiana, 1990-1995)
- Colombia, antología poética (1998)
- Animal de baldío (1999)
- Pirómana (Antología, 2002)
- Desde la otra orilla, poesía española contemporánea (2003)
- Pura vida, poesía costarricense contemporánea, 2004)
- Palabras escuchadas en un café de barrio (2005)

## Premios
- Premio Babel de poesía, Universidad Nacional de Colombia, 2002
- Beca de Creación Francisco de Paula Santander, Ministerio de Cultura, 2003
- Premio Internacional Caza de Poesía, Moradalsur, 2008